# Кохання за рецептом
«Кохання за рецептом» — кінофільм режисера Рохера Гуаль, що вийшов на екрани у 2013 році.

## Зміст
Марк і Рейчел рік тому зарезервували столик у престижному ресторані. Нарешті підійшла їхня черга. Дата вечері — останній день роботи закладу, чиї господарі переїжджають за океан. Герої вирішують, що пропустити такий захід буде просто злочином, незважаючи на те, що їх життєві шляхи розійшлися кілька місяців тому.

## Ролі
| Актор             | Роль           |
| ----------------- | -------------- |
| Жан Корнет        | Марк           |
| Клаудія Бассольс  | Рейчел         |
| Вісента Н'Донґо   | -              |
| Ендрю Тарбет      | Макс           |
| Тоґо Іґава        | -              |
| Фіоннула Фленаґан | графиня Д'Арсі |
| Стівен Рі         | Вальтер        |
| Марта Торне       | Міна           |
| Акіхіко Серікава  | Іошіо          |
| Тімоті Ґіббс      | Даніель        |

## Знімальна група
- Режисер — Рохер Гуаль
- Сценарист — Хав'єр Калво, Рохер Гуаль, Сільвія Ґонсалес Лаа
- Продюсер — Давид Матаморос, Іфа О'Салліван, Петер Ґарде
- Композитор — Стефен МакКеон